# Ossowscy herbu Dołęga

Herb Dołęga

Ossowscy herbu Dołęga – żyjący do dziś, polski ród szlachecki wywodzący się z ziemi łomżyńskiej. W swej historii osiągali liczne tytuły naukowe, a także bronili ustroju Rzeczypospolitej. Dom Ossowskich wydał na świat kilku senatorów polskich.
Według historyków, mają pochodzić od Szreńskich herbu Dołęga.

## Etymologia nazwiska
Nazwisko rodowe Ossowskich ma charakter odmiejscowy i pochodzi od Ossowca, zlokalizowanego w dawnym powiecie zambrowskim, w ziemi łomżyńskiej.

## Historia
Z biegiem czasu ród Ossowskich licznie się rozgałęził, z czego szerzej znane są 3 linie; łomżyńską, wielkopolską oraz litewską. Linia łomżyńska rozrodziła się znacznie przez co w większości jej status zszedł do szlachty zagrodowej. Linia wielkopolska w pierwszej połowie XVII wieku była jedną z najzamożniejszych rodzin w swej prowincji, w okolicach tego wieku kwitnęła również linia litewska.
Na bazie licznych dokumentów zachowanych do dziś zachowały się informacje dotyczące poszczególnych osób rodu Ossowskich, w tym pełnione przez nich funkcje oraz prowadzone działania.

### Liniałomżyńska
Z dokumentu z 1586 roku dowiadujemy się o niejakim Zygmuncie Ossowskim, który dziedziczył wieś Pomiany. Piotr, syn Pawła, i Marcin, syn Wojciecha, byli dziedzicami Ossowca w 1590 roku. Znajdujemy również informację o Sebastianie, synu Piotra z 1593 roku.
Andrzej, Jan i Stefan, synowie Jana, dziedzice Galczowa w 1602 roku; z nich Andrzej, żonaty z nieznaną z imienia Chabowską, a Jan, pisarz grodzki krasnostawski w 1615 r., z siostrą Zofią byli dziedzicami Gałęzowa. Znani są też Jan i Marcin, synowie Andrzeja z dokumentów z 1632 roku i Marcin z dokumentów z 1669 r., będący elektorem z ziemi nurskiej.
Michał Ossowski był dziedzicem Jabłonny i stolnikiem łomżyńskim w 1602 r., zaślubił Katarzynę Gołuchowską i z niej miał syna Andrzeja-Leopolda, dziedzica dóbr Łaziska, skarbnika łomżyńskiego w 1687 roku, żonatego z Heleną Kurdwanowską, a następnie żonatego z Ludwiką z Zaporza, miał synów; Andrzeja, Jana i Michała. Michał był w 1750 r. miecznikiem, a w 1763 r. wojskim łomżyńskim.
W 1661 roku poznajemy Macieja Ossowskiego, skarbnika wiskiego. Następnie Stefana, podstolego łomżyńskiego w 1692 r., z żony Zofii Karśnickiej miał syna Józefa, dziedzica Ossowca, który w 1697 r. podpisał elekcję króla z ziemią ciechanowską. Kolejnymi elektorami, z tego samego roku byli Franciszek, Jan, Kazimierz, Szymon, Stanisław, Wojciech i Wojciech z Ossowca z ziemi ciechanowskiej, a Łukasz z ziemi nurskiej.
Ze związku Dominika Ossowskiego i Anastazji Radoszewskiej pozostał Antoni Ossowski, o czym wspomina dokument z 1756 roku, żonaty z Krystyną Korzeniowską. Jan i Piotr podpisali elekcję króla 1764 roku z ziemią ciechanowską, a Kajetan, syn Kazimierza w 1772 roku. Jakub, archidiakon pułtuski, sędzia surogator pułtuski w 1813 r. Kazimierz, sędzia pokoju przasnyski w 1830 roku.
Po Andrzeju, jednym z komisarzy wojennych w 1618 r., pochodzący Korneli, syn Mateusza, dziedzic części we wsi Dembin, w pow. pułtuskim, wylegitymowany w Królestwie 1847 roku.
Po Bartłomieju, pośle na sejm 1730 r., pochodzący Napoleon, nadleśny rządowy, w 1851 r., i Jan-Sylwester z synem Kazimierzem, synowie Antoniego i Anieli Sankowskiej, w 1837 r. wylegitymowani w Królestwie.
Po Kazimierzu, od 1792 r. regencie ziemskim ciechanowskim, syn Antoni z Marianny Kozickiej miał syna Kazimierza, dziedzica dóbr Niestuszew, w gub. płockiej, wylegitymowanego w Królestwie w 1811 roku z synem Cyprianem, mecenasem w Warszawie, urodzonym z Marianny Dąbrowskiej.

### Liniawielkopolska

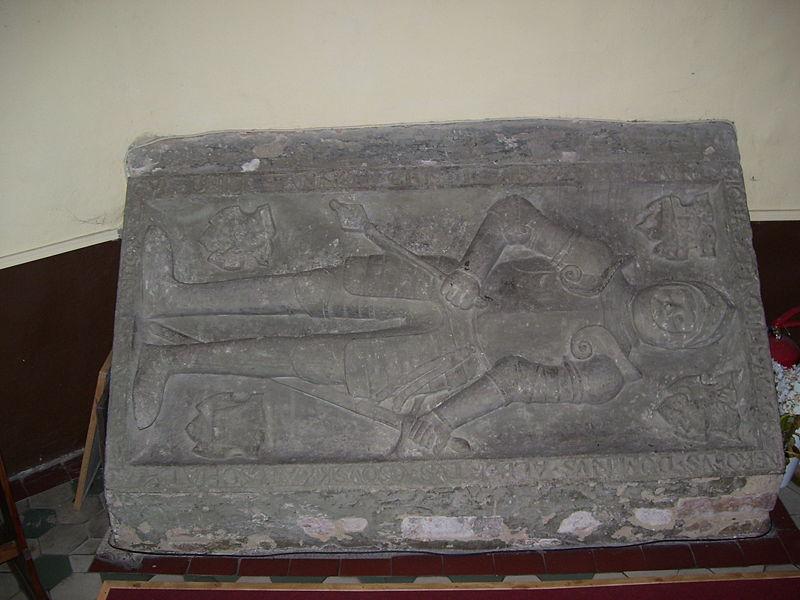
Grobowiec biskupa Alberta Ossowskiego

Stanisław, wojski i poborca poznański 1493 r. Mikołaj, podsędek poznański 1517 r. Piotr, poborca kościański 1520 r., żonaty z Katarzyną Czarnochowską, burgrabia kościański 1528 r., poborca poznański 1594 r., został 1536 r. pisarzem ziemskim poznańskim. Jan otrzymał 1535 r. wieś Swandów. Andrzej otrzymał 1548 r. wójtostwo w Brdowie. Jan, pisarz ziemski wschowski 1555 r. Stanisław, dziedzic Piotrowa, w Poznańskiem, żonaty z Elżbietą Brzostowską. Łukasz, poseł na sejm 1572 r. Maciej, wojownik przeciw Gdańskowi 1577 r., pod Byczyna, na Wołoszczyznie i w Inflantach, ożeniony z Jadwiga Modrzewską. Stanisław, opat przemętski 1596 roku.
Wojciech, syn Jerzego, miał syna Jana, subdelegata grodzkiego przedeckiego 1606 r. Adam, Jan i Tomasz, synowie Wojciecha i Anny Sierakowskiej, 1616 r. Wacław, elektor 1632 r. z wojew. poznańskiego, kasztelan nakielski 1631 r., z dysydenta gorliwy katolik, stracił życie w 1642 roku w pożarze swego domu; jego syn nieznany z imienia, jeden z pierwszych Wielkopolan poddał się Szwedom i był deputatem do powitania króla szwedzkiego Karola X-go pod Rogoźnem 1655 roku. Andrzej, starosta wschowski 1661 r. Jan i Piotr z województwa poznańskiego, a Jan, Krzysztof i Stanisław z województwa kaliskiego podpisali elekcję w 1669 r. Piotr, stolnik wschowski 1683 r. Paweł, Sebastian i Stanisław, elektorowie 1697 r. z województwa inowrocławskiego.
Piotr, Jezuita (zm. 1710), Antoni z województwa kaliskiego i Samuel z województwa inowrocławskiego podpisali elekcję 1783 r. Wojciech, wojski kruszwicki, sędzia kapturowy inowrocławski w 1764 roku, żonaty z Katarzyną Komecką, a następnie z Mechtyldą Jarnowską. Z pierwszej żony miał syna Franciszka, burgrabiego grodzkiego kowalskiego 1763 roku. Piotr, stolnik wschowski 1767 r. Antoni, komornik kruszwicki, proboszcz konecki 1775 roku.
Teodor, syn Jacentego i Marianny, ur. 1788 r. w Ossowie, w pow. bydgoskim, postąpił 1807 r. do pułku gwardii polsko-francuskiej i w 1813 r. został podporucznikiem w pułku gwardii eklerów; przeznaczony 1815 roku do pułku strzelców konnych, w 1818 r. wyszedł do dymisji. Odbył kampanię w Hiszpanii 1807 roku.
Tomasz, syn Konstantego i Józefy Walewskiej, ur. 1778 r. w Nieborzynie, w pow. poznańskim, wszedł 1806 r. do 1-go pułku jazdy wojsk Ks. Warszawskiego i 1807 r. awansował na podporucznika; porucznik 1811 r., przeznaczony 1814 r. do gwardii honorowej, przeszedł 1816 r. do l-go pułku strzelców konnych i w 1830 r. wyszedł do dymisji. Odbył kampanie: 1807 r. w Prusach, 1809 r. przeciw Austrii, 1812 r. w Rosji, 1813 r. w Niemczech i 1814 r. we Francji (Ks. Wojskowe).
Karol, kapitan wojsk pruskich 1822 r., jego syn Karol-Julian, urzędnik we Wrocławiu 1836 roku.

### Linialitewska

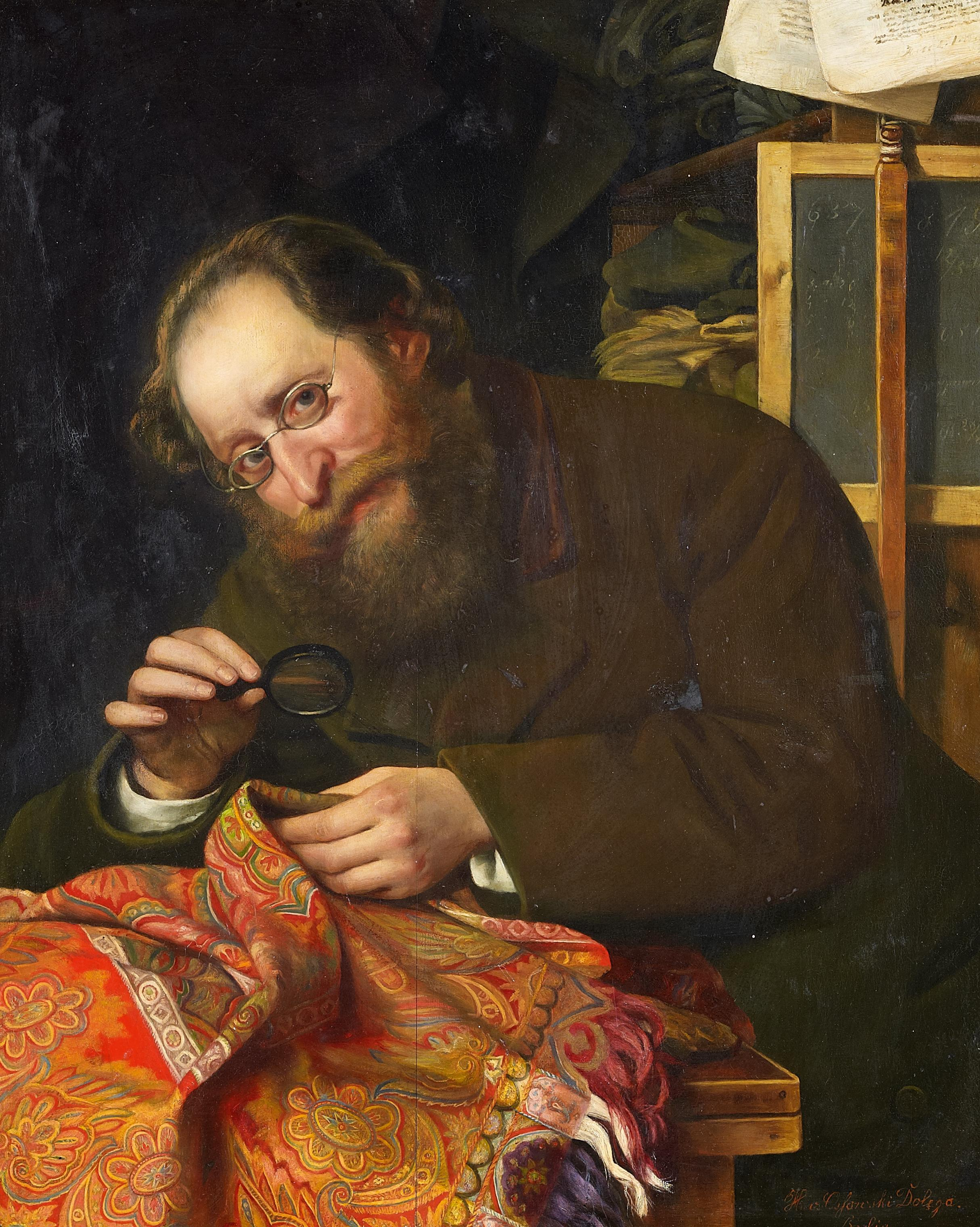
H. von Ossowski-Dolega Der Kunstliebhaber (ok. 1880)

Jakub, syn nieznanego z imienia kasztelana szreńskiego, służył długo w wojsku litewskiem i w nagrodę zasług dostał pewne królewszczyzny na Litwie i w Inflantach; jego syn Paweł, wojownik przeciw Moskwie i Szwedom, dostał nadania w Smoleńszczyźnie, które ustąpiwszy innym, osiadł w województwie brzeskolitewskim, i z żony Orłowskiej pozostawił syna Andrzeja-Jerzego, sekretarza królewskiego, kanonika krakowskiego w 1659 roku i kanonika kruszwickiego, kantora i prałata wileńskiego, regenta kancelarii mniejszej litewskiej w 1666 roku. Stefan, wojownik przeciw Kozakom 1648–1651 r., podstoli piński 1682 r. Piotr w wojnie z Kozakami pod Białocerkwią, a Stanisław pod Batohem polegli.
Szymon, landwójt piński, fundował Karmelitów w Pińsku 1784 roku. Michał, ksiądz, jeden ze znakomitych finansistów, delegowany do urządzenia fabryk i podniesienia przemysłu w kraju 1790 r., na sejmie czteroletnim podał projekt o wypuszczeniu pieniędzy papierowych i sprzedaży królewszczyzn, a obrócenia kapitału z tej sprzedaży otrzymanego na zakładanie fabryk i wspieranie przemysłu; był także za oczynszowaniem włościan przynajmniej w królewszczyznach; przyjaciel Prota Potockiego, nierozważnymi projektami przyczynił się do upadku jego majątku.
Kajetan-Dominik, syn Kazimierza, wnuk Jakuba, podpułkownik wojsk litewskich, nie mogąc dokumentami wywieść się ze szlachectwa, otrzymał 1775 r. nobilitacją i zatwierdzenie herbu Dołęga, używanego przez swych przodków.
Antoni, syn Jana, stanowy prystaw powiatu mozyrskiego w 1844 roku. Antoni, syn Władysława, urzędnik w guberni mińskiej w 1858 roku.
Znany historyk, Seweryn Uruski, twierdzi, że do Ossowskich herbu Dołęga mogą należeć Grzegorz, syn Józefa, i kilkudziesięciu innych zapisanych do ksiąg szlachty guberni kijowskiej w latach 1802–1805 roku.
Franciszek, syn Wojciecha, z synem Hilarym, i inni wylegitymowani w Cesarstwie i zapisani do ksiąg szlachty gub. wołyńskiej 1841-1862 roku.

## Znani członkowie
- Leszek Ossowski (1905–1996) – naukowiec, slawista, profesor doktor habilitowany.
- Henryk Ossowski (1918–1981) – żołnierz ZWZ, podchorąży, adiutant Henryka Dobrzańskiego.
- Jerzy Ossowski (1922–2009) – żołnierz AK, dowódca wojskowy.
- Andrzej Ossowski (1945–2021) – geofizyk, wykładowca i działacz społeczny.